# Astaena andina
Astaena andina är en skalbaggsart som beskrevs av Frey 1973. Astaena andina ingår i släktet Astaena och familjen Melolonthidae. Inga underarter finns listade.